# Colonia Donaciano Rivera
Colonia Donaciano Rivera är en ort i Mexiko.   Den ligger i kommunen Acapulco de Juárez och delstaten Guerrero, i den södra delen av landet, 290 km söder om huvudstaden Mexico City. Colonia Donaciano Rivera ligger 24 meter över havet och antalet invånare är 132.
Terrängen runt Colonia Donaciano Rivera är kuperad åt nordväst, men åt sydost är den platt. Runt Colonia Donaciano Rivera är det tätbefolkat, med 397 invånare per kvadratkilometer. Närmaste större samhälle är Acapulco, 8,5 km väster om Colonia Donaciano Rivera. Omgivningarna runt Colonia Donaciano Rivera är en mosaik av jordbruksmark och naturlig växtlighet.